# Orlow W. Chapman

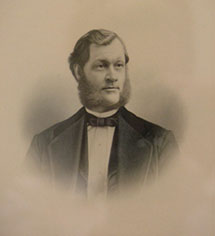
Orlow W. Chapman

Orlow W. Chapman (* 7. Januar 1832 in Ellington, Connecticut; † 19. Januar 1890 in Washington, D.C.) war ein US-amerikanischer Politiker, Jurist und United States Solicitor General.

## Biografie
Nach dem Schulbesuch studierte er am Union College in Schenectady und schloss dieses Studium 1854 ab. Im Anschluss war er als Dozent für Sprachen an der Fergusonville Academy im Delaware County tätig und wurde daneben 1856 als Rechtsanwalt im Bundesstaat New York zugelassen.
Zwischen 1862 und 1868 war er als Bezirksstaatsanwalt in Binghamton tätig. Chapman, der Mitglied der Republikanischen Partei war, gehörte während der 24. Legislaturperiode von 1870 bis 1871 dem Senat von New York an. Danach war er von 1872 bis 1876 Superintendent des Versicherungsamtes von New York (New York Insurance Department).
Im Mai 1889 wurde Orlow W. Chapman von US-Präsident Benjamin Harrison zum Solicitor General ernannt. Dieses Amt, das drittwichtigste im Justizministerium der Vereinigten Staaten, hatte er bis zu seinem Tode im Januar 1890 inne.